# Raphaël Desroses
Raphaël Desroses, né le 18 octobre 1980 à Melun, est un joueur de basket-ball professionnel français. Il mesure 1,99 m et évolue au poste d'ailier.

## Biographie

### Ses débuts
Raphaël Desroses appartient à « cette génération qui découvre le basket NBA au début des années 90 », notamment « grâce aux matches NBA en clair sur Canal + en 1993-1994 » dont il s'est pris de passion. Il fait ses premiers pas dans un club de basket-ball, à l'ES Dammarie Basket. Raphaël Desroses quitte Dammarie et rejoint le club de Avon Basket où il reste jusqu'en 1997.

### Poissy-Chatou (1997-2000)
En 1997 Raphaël rejoint Poissy-Chatou en U18 France et Espoirs ProB. En 1998, Raphaël Desroses signe en tant que stagiaire professionnel à Poissy-Chatou qui est alors engagé en Pro B, la seconde division française. Un club connu pour son centre de formation où sont sortis des joueurs comme Thierry Rupert, Ali Traoré ou encore Angelo Tsagarakis. Lors de sa première saison sur le banc de l’équipe pro (1998-1999), il participe à 8 matchs avec 1 point de moyenne par matchs pour 5 minutes de jeu. La saison suivante (1999-2000), Raphaël Desroses ne joue presque pas. Il quitte Poissy en 2000 pour rejoindre le centre de formation de Montpellier.

### Montpellier Paillade Basket (2000-2001)
Raphaël Desroses connaît pour la première fois la Pro A avec le Montpellier Paillade Basket. Il joue un peu plus en Pro A et compile 2,3 points, 0,7 rebond et 0,4 passe décisive en 6 minutes sur 15 matchs. De plus, sa saison l'amène à participer au All-Star Game espoir à Antibes. Pour autant, il ne reste qu'une saison et décide de partir aux États-Unis pour mieux « concilier études et basket de haut niveau ». Montpellier Basket Paillade disparaît après la saison 2001-2002.

### Son parcours aux États-Unis (2001-2003)
Il veut rejoindre la NCAA, mais arrive trop tard puisque « la dernière session pour passer le SAT (Scholastic Aptitude Test : test d’aptitude obligatoire pour rentrer en université) est passée ». Raphaël Desroses intègre alors le collège de Central Florida CC qui évolue en NJCAA (National Junior College Athletic Association). Son parcours aux États-Unis lui permet de « progresser mentalement et physiquement ». Après une première saison à Central Florida CC, il décide de jouer pour Garden City CC (NJCAA) lors de la saison 2002-2003. Il compile plus 13,7 points et 4 rebonds en moyenne. Finalement, Desroses rentre en France pour tenter sa chance à nouveau.

### Cholet Basket (2003-2004)
Raphaël Desroses revient en Pro A, à Cholet Basket. Il tient le rôle de 8-9e homme dans l'équipe. Il signe son premier contrat professionnel. Desroses découvre le niveau européen en participant à l’ancienne Eurocup, la coupe ULEB où il marque plus de 3 points en moyenne. Cholet est éliminé en phase de poule après un dernier match en Angleterre. De plus, Cholet est aussi éliminé de la Coupe de France en perdant face au BCM Gravelines en quart de finale. En championnat, Desroses montre qu'il progresse en marquant 4,3 points et captant 2,8 rebonds en moyenne. Cholet termine quatrième de la Pro A. Desroses et Cholet échouent en play-offs face à Gravelines, en deux manches. L'ailier du CB Cholet ne reste qu'une saison.

### Chorale de Roanne (2004-2005)
Après Cholet, Raphaël Desroses s'en va pour la Chorale de Roanne. Il marque 4,8 points et prend 3 rebonds en moyenne. Cependant, il n'arrive pas à s'imposer à Roanne et tient encore un rôle secondaire. Roanne se maintient en terminant 16e avec 9 victoires et 25 défaites. Il prend la direction d'Angers (Pro B).

### Angers BC (2005-2007)
C'est une nouvelle aventure pour Raphaël Desroses qui commence à Angers (Pro B). Il y retrouve « un groupe super et soudé, une bande de potes » qui prend du plaisir à « s’entrainer et de gagner des matches » ensemble. Il cumule lors de sa première saison (2005-2006) plus de 15 points, 4 rebonds, 1 interception et 1 passe décisive en moyenne. Angers fait une très bonne saison et participe aux play-offs. Desroses affiche encore une bonne ligne de statistiques avec plus de 9 points, 1,7 passe décisive et 6 rebonds en moyenne par matchs. Raphaël Desroses est donc récompensé par le titre de MVP Français de la saison 2005-2006 de Pro B.
La saison suivante (2006-2007), Raphaël Desroses est toujours sous les couleurs du Angers BC, mais un bon nombre de joueurs cadres sont partis : Scott Emerson, Terrence Durham (en), Andrius Ragauskas ou encore Johann Ratieuville. L'entraîneur de Angers, Olivier Le Minor, doit composer avec le peu de cadres qui sont restés au club et les nouveaux joueurs. En janvier 2007, Olivier Le Minor est remplacé par Mickaël Hay, un ancien du club ; cependant rien n'y fait : Angers est relégué en NM1. Raphaël Desroses réalise tout de même une belle saison individuelle avec plus de 13 points, 2,1 passes décisives et 4,6 rebonds par matchs. Contrairement à ce qui lui avait dit, qu'il ne valait « pas mieux que de la NM1, voir fin de tableau de Pro B », Raphaël Desroses démontre qu'il a largement sa place dans le championnat professionnel.

### JL Bourg-en-Bresse (2007-2008)
Raphaël Desroses a du mal à trouver un club. Il réussit néanmoins, grâce à l'intermédiaire de Maurice Beyina alors directeur exécutif, à intégrer la JL Bourg-en-Bresse club avec lequel il signe pour la saison 2007-2008. Bourg joue les premières places du championnat toute la saison mais perd son dernier match et se voit contraint de jouer des play-offs pour monter en Pro A. Desroses, blessé en cours de saison, ne peut pas aider son club. La JL de Bourg est éliminé par Poitiers en demi-finale. La direction de Bourg ne veut pas se réengager avec la même équipe pour la saison suivante et Raphaël Desroses doit chercher un nouveau club. Une nouvelle fois, l'ancien MVP Français de Pro B affiche de bonnes statistiques avec une moyenne de 13 points, 4,5 rebonds, 1,8 passe décisive et 1 interception par matchs.

### Besançon Basket Comté Doubs (2008-2009)
Un nouveau club se rajoute dans sa liste : Besançon qui évolue en Pro A. Raphaël Desroses est fortement diminué à la suite de la longue blessure de six mois contractée lorsqu'il était à Bourg-en-Bresse. Besançon joue le maintien, mais l'équipe du Doubs est reléguée en Pro B. C'est la quatrième relégation du club en huit ans. Desroses n'arrive pas à retrouver son basket-ball. En juillet 2009, Besançon est placé en redressement judiciaire. Besançon disparaît le 1er septembre 2009. Il est de nouveau sans club.

### Limoges CSP (2009-2012)
Au début de la saison 2009-2010, Raphaël Desroses s'entraîne avec Aix-Maurienne le temps de trouver un club. Finalement, le Limoges CSP, qui joue la montée en Pro A, contacte Raphaël Desroses. L'ailier français signe à l'âge de 29 ans au Limoges CSP, le 8 octobre 2009. Peu à peu, Raphaël Desroses grappille du temps de jeu et devient un joueur incontournable de la cuvée 2009-2010 du Cercle Saint-Pierre. Ses tirs à trois-points, sa hargne font de lui un des chouchous du public de Beaublanc. Limoges et Pau sont aux coudes à coudes durant une bonne partie de la saison jusqu'au début de l'année 2010. De plus, le Cercle Saint-Pierre atteint les demi-finales de la Coupe de France mais est sorti par le futur vainqueur de la compétition, Orléans. Le CSP termine deuxième et joue sa montée en Pro A lors des play-offs de Pro B. Limoges rejoint la Pro A grâce à la qualification de Pau en finale conjuguée à la victoire en deux manches du Cercle Saint-Pierre face à Nanterre en demi-finale. Mais Desroses et Limoges perd la finale, disputée à Bercy, face à Pau. Toutefois, cette saison permet à Raphaël Desroses de revenir à son meilleur niveau. Ses statistiques individuelles sont celles qu'il a connu par le passé avec 7,3 points, 3,6 rebonds et 1,4 passe décisive par matchs. Raphaël Desroses dit de cette première expérience : « J’ai déjà passé de superbes moments avec Limoges, comme c’est souvent le cas dans les équipes qui gagnent. Un bon groupe sportif mais aussi humain, et des fans en fusion pour la montée. Il manquait juste la cerise sur la gâteau, avec le titre au bout ». Par ailleurs, Raphaël Desroses signe pour deux ans avec le Limoges CSP. Lors de l'été 2010, il participe au fameux tournoi de playground, le Quai 54.
De retour en Pro A, Raphaël Desroses et le CSP luttent pour le maintien. Le club limougeaud redescend en Pro B et ne parvient pas à sauver sa saison en remportant la coupe de France, l'Élan sportif chalonnais remportant la finale. Finalement, Raphaël Desroses reste avec le Limoges CSP pour la saison 2011-2012, en Pro B. Le capitaine du Limoges CSP retrouve la Pro A au bout de la 32e journée de Pro B en battant l'équipe de Bourg-en-Bresse (83-88). Son équipe atteint la finale du championnat de France Pro B, à Bercy, en compagnie de l'équipe de Boulazac. Le capitaine du Limoges CSP remporte la finale Pro B sur le score de 87 à 78 et ramène à Limoges, un titre de champion de France Pro B, 11 ans après son dernier titre. En décembre 2012, il est licencié par Limoges pour faute grave, après s'être expliqué de façon virulente avec son entraîneur après la défaite de son club face au Havre lors de la 9e journée. Il signe un contrat en tant que pigiste médical avec Antibes quelques jours plus tard.

## Clubs successifs
- 1994-1996 :  Dammarie-les-Lys
- 1996-1997 :  Avon
- 1997-2000 :  Poissy-Chatou (Pro B)
- 2000-2001 :  Montpellier (Pro A)
- 2001-2002 :  Central Florida CC (NJCAA)
- 2002-2003 :  Garden City CC (NJCAA)
- 2003-2004 :  Cholet Basket (Pro A)
- 2004-2005 :  Chorale Roanne (Pro A)
- 2005-2007 :  Angers BC 49 (Pro B)
- 2007-2008 :  JL Bourg-en-Bresse (Pro B)
- 2008-2009 :  Besançon Basket Comté Doubs (Pro A)
- 2009-2012 :  Limoges CSP (Pro B, Pro A, Pro B puis Pro A)
- 2012-2014 :  Antibes (Pro B)
- 2014-2015 :  Chorale Roanne (Pro B)
- 2015-2017 :  Fos-sur-Mer (Pro B)
- 2017-2021 :  Stade de Vanves Basket (NM2 puis NM1)
- 2021-2022 : Spartiates Cergy-Pontoise (NM1) entraîneur assistant
- 2022-? :  Paris Basketball (Betclic Elite) entraîneur espoirs

## Statistiques individuelles
Le tableau suivant présente les statistiques individuelles de Raphaël Desroses pendant sa carrière professionnelle en saison régulière.
| S                | T                           | G  | MPM  | PPG  | 3P | 3PA | 3P%    | FT | FTA | FT%    | RPG | APG | STL | BLK | TOV |
| ---------------- | --------------------------- | -- | ---- | ---- | -- | --- | ------ | -- | --- | ------ | --- | --- | --- | --- | --- |
| Pro B, 1998-1999 | Poissy-Chatou               | 8  | 5    | 1    | 1  | 2   | 50 %   | 0  | 4   | 0 %    | 1,1 | 0,1 | 0   | 0,1 | 0,4 |
| Pro B, 1999-2000 | Poissy-Chatou               | 3  | 1    | 0,7  | -  | -   | -- %   | -  | -   | -- %   | 0   | 0,3 | 0   | 0   | 0,3 |
| Pro A, 2000-2001 | Montpellier                 | 15 | 6    | 2,3  | 1  | 9   | 11,1 % | 7  | 9   | 77,8 % | 0,7 | 0,4 | 0,3 | 0,1 | 0,3 |
| NJCAA, 2001-2002 | Central Florida CC          | -  | -    | -    | -  | -   | -- %   | -  | -   | -- %   | -   | -   | -   | -   | -   |
| NJCAA, 2002-2003 | Garden City CC              | -  | -    | 13,7 | -  | -   | -- %   | -  | -   | -- %   | -   | -   | -   | -   | -   |
| Pro A, 2003-2004 | Cholet Basket               | 31 | 13   | 4,3  | 2  | 16  | 12,5 % | 26 | 35  | 74,3 % | 2,8 | 0,7 | 0,3 | 0,1 | 0,5 |
| Pro A, 2004-2005 | Chorale Roanne              | 33 | 19   | 4,8  | 22 | 68  | 32,4 % | 16 | 33  | 48,5 % | 3   | 0,6 | 0,4 | 0,1 | 0,8 |
| Pro B, 2005-2006 | Angers BC 49                | 34 | 31   | 15,7 | 61 | 173 | 35,3 % | 72 | 99  | 72,7 % | 4,5 | 1,7 | 1,5 | 0,1 | 2   |
| Pro B, 2006-2007 | Angers BC 49                | 34 | 33   | 13,4 | 63 | 175 | 36 %   | 69 | 99  | 69,7 % | 4,6 | 2,1 | 1,5 | 0,2 | 1,9 |
| Pro B, 2007-2008 | JL Bourg-en-Bresse          | 33 | 31   | 13,8 | 58 | 152 | 38,1 % | 76 | 102 | 74,5 % | 4,5 | 1,8 | 1   | 0,2 | 1,4 |
| Pro A, 2008-2009 | Besançon Basket Comté Doubs | 21 | 15   | 4,3  | 18 | 47  | 38,3 % | 7  | 10  | 70 %   | 2,3 | 0,4 | 0,6 | 0,1 | 0,7 |
| Pro B, 2009-2010 | Limoges CSP                 | 32 | 20   | 7,3  | 36 | 110 | 32,7 % | 27 | 38  | 71,1 % | 3,6 | 1,4 | 0,7 | 0,1 | 1,1 |
| Pro A, 2010-2011 | Limoges CSP                 | 18 | 25,2 | 9,3  | -  | -   | 36 %   | -  | -   | 77 %   | 2,8 | 1,1 | 1,1 | 0,2 | 1,7 |
| Pro B, 2011-2012 | Limoges CSP                 | 34 | 28,4 | 11   | 66 | 170 | 38 %   | 41 | 62  | 66 %   | 4,1 | 2,4 | 1,4 | 0,2 | 1,9 |

## Palmarès et performances
- 2009-2010 : Demi-finaliste de la Coupe de France avec le Limoges CSP
- 2009-2010 : Vice-Champion de France Pro B avec le Limoges CSP
- 2010-2011 : Finaliste de la Coupe de France avec le Limoges CSP
- 2011-2012 : Finaliste de la Coupe de France avec le Limoges CSP
- 2011-2012 : Champion de France Pro B avec le Limoges CSP
- 2012 : Vainqueur du Match des champions avec le Limoges CSP.
- 2012-2013 : Champion de France Pro B avec les Sharks d'Antibes

## Nominations et distinctions
- 2000-2001 : Participe au All-Star Game espoir
- 2005-2006 : Meilleur joueur français de Pro B
- 2010 : Participe au tournoi du Quai 54